# Cartaletis ampliflava
Cartaletis ampliflava là một loài bướm đêm trong họ Geometridae.